# Gabeldorsche
Die Gabeldorsche (Phycidae) leben in Schwärmen im Atlantischen Ozean, auch in den Nebenmeeren, wie dem Mittelmeer und der Nordsee. Einige Arten und Jungfische halten sich manchmal in Flussmündungen auf. Sie haben ihren Namen von den langen, dünnen, am Ende gegabelten Bauchflossen.

## Merkmale
Gabeldorsche besitzen zwei Rückenflossen, die erste mit 8 bis 13 Flossenstrahlen, die zweite mit 43 bis 68 Flossenstrahlen, und eine Afterflosse, die manchmal mit der Schwanzflosse verbunden ist. Die Bauchflossen verfügen über zwei stark verlängerte Flossenstrahlen. Die Tiere werden zwischen 35 Zentimeter und 1,30 Meter lang. Ihre Otolithen („Ohrsteine“) sind im Unterschied zu denen anderer Dorschartiger sehr spezialisiert. Ihre Eier sind klein und haben einen Durchmesser von weniger als einem Millimeter. Gabeldorsche haben nur eine Kinnbartel.

## Gattungen und Arten
- Gattung Phycis
  - Phycis blennoides (Brünnich, 1768).
  - Phycis chesteri Goode & Bean, 1879.
  - Phycis phycis (Linnaeus, 1766).
- Gattung UrophycisUrophycis chuss

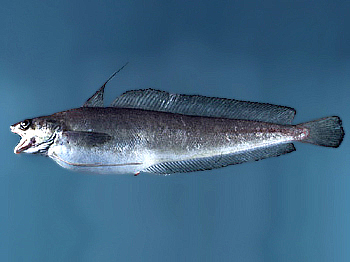
Urophycis chuss

  - Urophycis brasiliensis (Kaup, 1858).
  - Urophycis chuss (Walbaum, 1792).
  - Urophycis cirrata (Goode & Bean, 1896).
  - Urophycis earllii (Bean, 1880).
  - Urophycis floridana (Bean & Dresel, 1884).
  - Urophycis mystacea Miranda-Ribeiro, 1903.
  - Urophycis regia (Walbaum, 1792).
  - Urophycis tenuis (Mitchill, 1814).

## Systematik
Der amerikanische Ichthyologe Joseph S. Nelson zählt in Fishes of the World, einem Standardwerk zur Fischsystematik, auch die Unterfamilie Gaidropsarinae zu den Gabeldorschen, die Gabeldorsche i.e.S. werden dann zur Unterfamilie Phycinae. In der phylogenetischen Studie des japanischen Ichthyologen Hiromitsu Endo sind sie, ebenso wie die Gabeldorsche, als Phycinae eine Unterfamilie der Dorsche (Gadidae). In der einer zwischen 2013 und 2017 erfolgten Revision der Knochenfischsystematik und in den Internetquellen Fishbase und Eschmeyers Catalog of Fishes werden sie dagegen als eigenständige Familie geführt.